# Claudia Marcucetti
Claudia Marcucetti Pascoli (La Spezia, Italia) es arquitecta, escritora y periodista italo-mexicana.

## Biografía
Su infancia la vivió en Italia, pero a partir de la adolescencia radicó en la Ciudad de México, donde se recibió en 1992 como arquitecta en la Universidad Anáhuac.
Hasta el año 2002 ejerció como  arquitecta dentro de la firma Euritmia Arquitectos Asociados, empresa que fundó para ese propósito. Marcuretti abandonó dicha carrera al publicar su primer libro, "¡Lotería! Historias de rifas diarias", un compendio de cuentos, una crítica mordaz de la alta sociedad mexicana. Posteriormente se muda por un periodo sabático a París, ciudad en la que escribe su primera novela "Los Inválidos", un thriller existencial que es considerada una novela de culto y fue traducida al inglés y al ruso. A partir de ese momento todas sus actividades se volcaron a la literatura publicando tanto cuento y novela como ensayo.

## Colaboraciones
Marcucetti ha llevado de manera paralela su carrera como escritora y como divulgadora y promotora dentro del área de promoción y divulgación de obras literarias. Ha colaborado distintos medios de comunicación, siempre en el rubro literario. Llevó la sección literaria del programa "Tu casa Tv" de MVS. 
Dentro del canal ADN40 ha llevado la sección literaria del noticiero "Es de Mañana" y la sección "Apuntes de viajes" del programa "Tu ciudad es" de la televisora Capital 21.
Del mismo modo, realizó colaboraciones con el periodista Ricardo Rocha en el programa televisivo Animal Nocturno con una sección titulada "Cambio Literal" en TV Azteca, que al poco tiempo derivó en una cápsula independiente en la que entrevistó a más de 150 personalidades sobre sus lecturas, incluyendo a Guillermo Arriaga, Gilles Lipovetski, Martín Caparrós, Javier Cercas, Enrique Serna, Elena Poniatowska entre otros.
La escritora también ha colaborado con diversas publicaciones impresas como el diario mexicano Excélsior, del cual fue columnista semanal durante algunos años y saltuariamente con el diario Milenio, así como con las revistas Playboy, Chilango, Soho y MarieClaire.

## Obras

### Novela[7]
- Heridas de agua (2012)

- Los Inválidos (2005) en versión bolsillo en 2010.

- Donde termina el mar (2018)
- Fuego que no muere (2022)

### Cuento
- ¡Lotería! Historias de rifas diarias! (2003). En versión bolsillo en 2007[8]
- ¡Los muertos hablan! (2018). (Coautoría)

### Ensayo
- Apuntes de viaje, La India (2014)

### Entrevistas
- De lecturas y vidas. 80 entrevistas sobre el poder de los libros (2017)[9]